# Quartier Nord

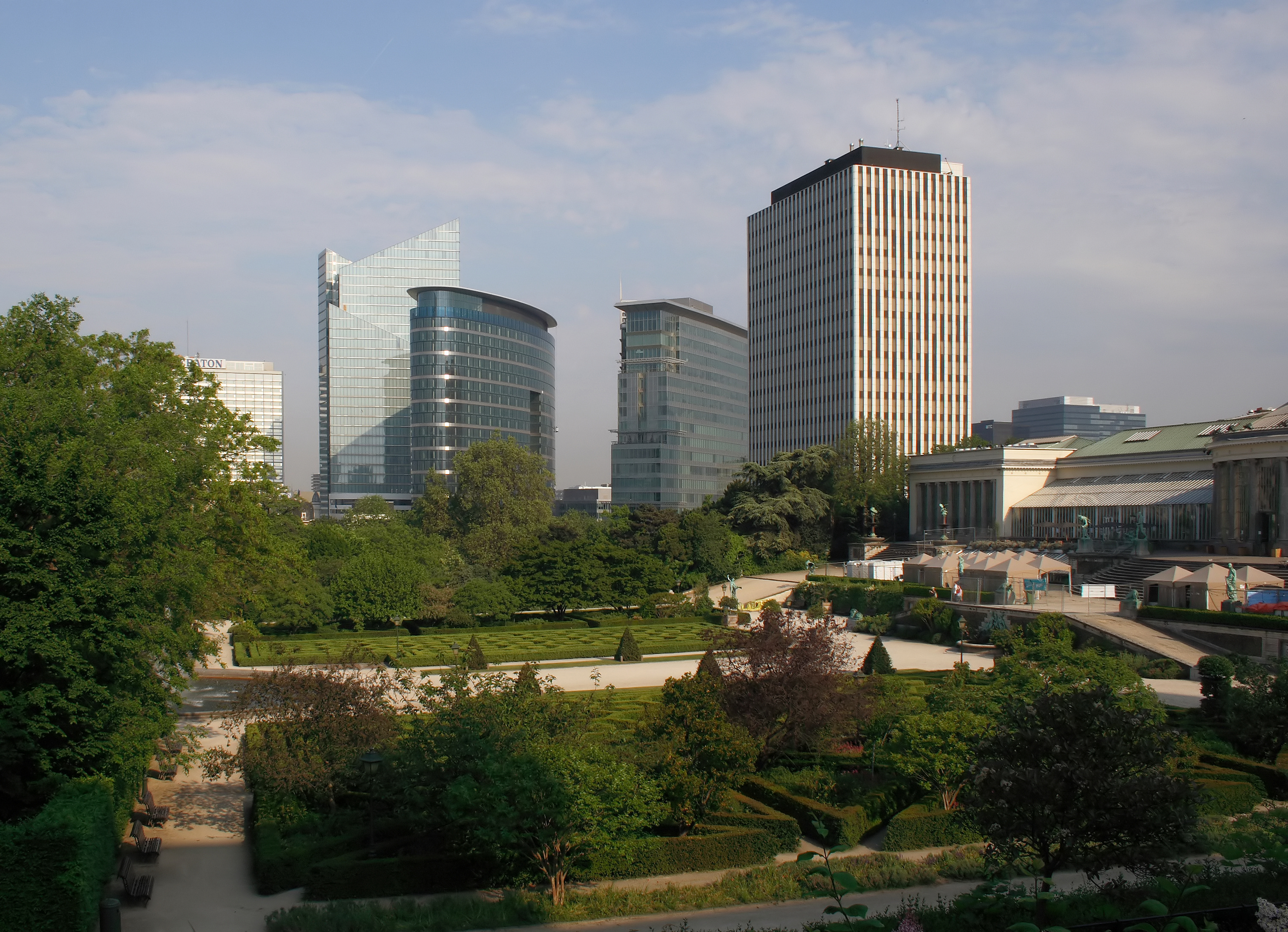
Skyline del Quartier Nord, con el Jardín Botánico de Bruselas en primer plano

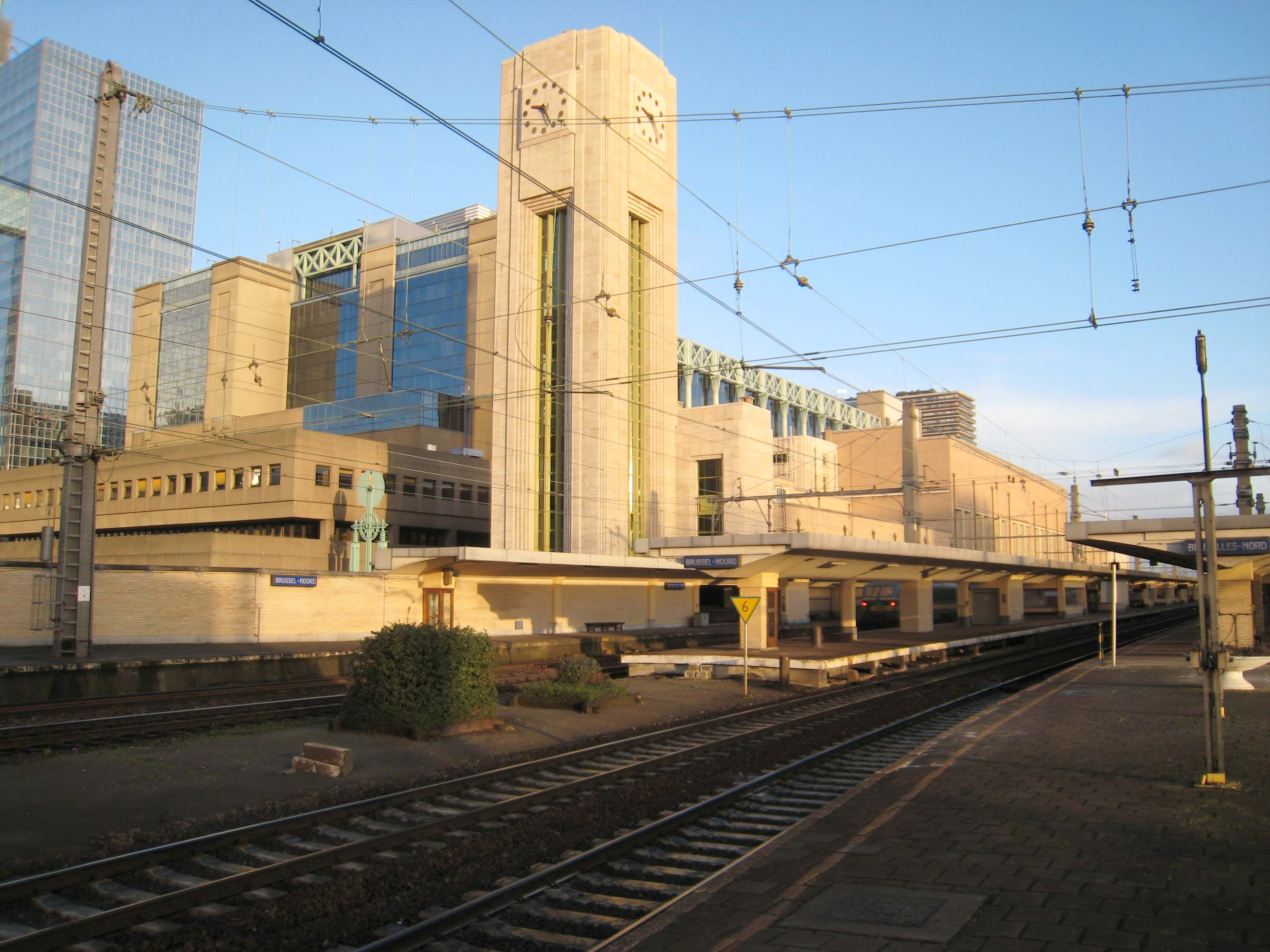
La Estación de Bruselas-Norte

El  Quartier Nord (en neerlandés: Noordruimte), es decir, el área Norte, es el distrito financiero de Bruselas, Bélgica. Al igual que La Défense en París, la City en Londres o Zuidas en Ámsterdam, el Quartier Nord es una colección concentrada de rascacielos.
El Quartier Nord cubre aproximadamente la zona entre el muelle Willebroek, las vías de tren de la Estación de Bruselas-Norte y el norte de la pequeña circunvalación. Su territorio está dividido entre las municipalidades de Saint-Josse-ten-Noode, Schaerbeek y la Bruselas.
La zona se caracteriza por los rascacielos, la mayoría de unos 100 metros de altura. Más de la mitad de los 20 edificios más altos de Bélgica se sitúan aquí. El Quartier Nord tiene unos 1 200 000 m² de oficinas donde trabajan 40 000 personas. Tiene 8000 residentes.

## Historia
La construcción de este barrio fue controvertida. La demolición de una zona residencial para dejar espacio a un nuevo distrito financiero no fue valorada universalmente. Más de 15 000 residentes fueron obligados a dejar sus viviendas. Poco después de que se demolieran los edificios, llegó una crisis económica, dejando un gran agujero en la ciudad. Desde entonces, se han construido varios rascacielos en la zona.
Las primeras torres de la zona datan de la década de 1970, incluido el World Trade Center. Ahora que la zona es un distrito financiero consolidado, más y más empresas, además de la administración federal y regional, tienen oficinas en ella.
Tras una pausa en la construcción durante la década de 1990, los proyectos volvieron en la década de 2000. La Tour Rogier, con 137 metros de altura, finalizada en 2006, dio más carácter al skyline. La Zenith Tower se sitúa en el norte de la zona.
El barrio rojo de Bruselas está justo al oeste del distrito financiero, y se considera parte del Quartier Nord.[cita requerida]